# Vicente Bucchieri
Vicente Bucchieri, (Acate, Sicilia, Italia, 11 de noviembre de 1901 - Buenos Aires, Argentina, 23 de agosto de 1985), que también usó el nombre Vicente Buccheri y tuvo el apodo de Picorete fue un periodista y editor que vivió en Argentina desde los 7 años, conocido por haber fundado y dirigido la revista El Alma que Canta, publicación dedicada fundamentalmente al tango. 

## El Alma que Canta
En 1916 Bucchieri trabajaba en el puesto de venta de diarios y revistas ubicado en la esquina de las calles Entre Ríos y Constitución, de los hermanos Juan y Rafael Canaro cuando tuvo la idea de publicar un folleto con letras de canciones y poemas populares al que tituló El Alma que Canta, que era como el poeta guatemalteco Enrique Gómez Carrillo había bautizado a la famosa cupletera Raquel Meller.
Con la colaboración de su esposa y de un empleado al que llamaban El Pelo Blanco, redactaba, imprimía y distribuía en la ciudad de Buenos Aires, algunas ciudades de las provincias y zonas de Córdoba, Santa Fe y Entre Ríos. Atendía los asuntos de la revista en la mesa del Bar Don César, en la calle Garay y Solís y tardó unos 4 años en afianzarse y a partir de entonces comenzó a numerar los ejemplares. Alrededor de 1923 instaló la redacción en una casa en la calle Garay cerca de Pasco y se mudó un año después a Reconquista 375 ya con un empleado, cuando la tirada alcanzaba los 150.000 ejemplares a diez centavos.
En 1925 Bucchieri conoció a un muchachito con ínfulas de actor y autor teatral y le sugirió escribir algunos versos lunfardos para publicar en cada edición, se trataba de Dante A. Linyera que, al tiempo, escribía las editoriales.
El Alma que Canta llegó a tener 64 páginas, por dificultades económicas se redujo a 12 y luego se recuperó. Tenía como competencia a El canta claro, fundada por los hermanos Angulo en 1921, Cantando, Ídolos de la radio, Radiomelodía y otras más.
Alberto Vaccarezza supo decir que: «El alma que canta la lee desde el Presidente de la Nación hasta el último chacarero». Muchos poetas le ofrecían sus versos sabiendo que serían leídos por una multitud, entre ellos Almafuerte, Alfonsina Storni y Vicente Barbieri. También publicaban, mensualmente, libritos sobre el lunfardo, cancioneros de tango y folklore y otros temas. Además de las letras, se agregaron secciones que en algunos casos eran fijas y en otros se iban renovando; durante bastante tiempo no faltó la nota firmada por Dante A. Linyera. Los nombres de las secciones eran variados: Brisas campesinas, Cantos de vida, Del arrabal porteño, En el reino de la fábula, Hípicas, Su majestad el tango, Últimos tangos de gran moda, Su alteza el Shimmy, La musa idealista, El secreto de las chicas, Últimas novedades, El conventillo político –que luego de producido el golpe de Estado de 1930 suprimió a sugerencia de personeros del gobierno. También se incluían monólogos que, en los teatros, creaban Elías Alippi, Enrique Muiño o Florencio Parravicini, que beneficiaban a la revista al mismo tiempo que popularizaban más a los actores y al teatro mismo. Una sección muy esperada por los lectores era el Correo sentimental, que algunos lo tomaban en broma y otros en serio.

## Otras publicaciones
Bucchieri también fundó la revista Tarascone, dedicada al fútbol, llamada así por el conocido jugador Domingo Tarasconi o Tarascone (1903 - 1991), figura de Boca Juniors donde jugaba como centrodelantero o como puntero derecho e hizo 193 goles; integró formaciones de ese club que obtuvieron 5 campeonatos y fue goleador de la liga argentina en los campeonatos de 1922 (11), 1923 (40), 1924 (16) y 1927 (32). Otras publicaciones que fundó fueron Purrete, para los niños; El espejo de la moda, Micrófono, dedicada a la radiodifusión que dirigía por Homero Manzi; Cinegráfico, sobre el cine y Fantasio, dirigida por Julio Escobar.
Bucchieri falleció el 23 de agosto de 1985. Con su nombre fue bautizada una plazoleta del barrio de Pompeya situada en la avenida Roca entre Mom y Agustín de Vedia y la esquina de Boedo y Metán, del barrio de Boedo.